# Józef Korniluk
Józef Korniluk (ur. 19 marca 1910 w Puchaczach, zm. ?) – polski rolnik, poseł na Sejm PRL II kadencji.
Był przewodniczący Prezydium Gromadzkiej Rady Narodowej w Dołdze oraz Rudzie. Członek Komitetu Wojewódzkiego PZPR w Lublinie. Od 20 lutego 1957 do 17 lutego 1961 piastował mandat posła na Sejm II kadencji PRL z list PZPR z okręgu Radzyń Podlaski. Jako poseł pracował w Komisji Leśnictwa i Przemysłu Drzewnego oraz Zdrowia i Kultury Fizycznej.